# Rezerwat przyrody Mierzeja Sarbska
Rezerwat przyrody Mierzeja Sarbska – krajobrazowy rezerwat przyrody na pograniczu pobrzeży Słowińskiego i Kaszubskiego (utworzony w 1976 r., o powierzchni 546,95 ha), na obszarze mierzei oddzielającej jezioro Sarbsko od Bałtyku. Leży na terenie gmin Choczewo, Łeba i Wicko.
Rezerwat obejmuje nadmorskie ruchome wydmy paraboliczne (o wysokości do 24 m n.p.m.), bór bażynowy, dobrze zachowane płaty brzezin i borów bagiennych oraz olsów, a także unikatowe na polskim wybrzeżu zbiorowiska w międzywydmowych zagłębieniach deflacyjnych. Na terenie rezerwatu stwierdzono występowanie około 340 gatunków roślin naczyniowych. Występują tu stanowiska licznych roślin podlegających ochronie (m.in. długosz królewski, fiołek torfowy, rosiczka długolistna, rosiczka pośrednia, turzyca bagienna, wątlik błotny (od dawna nieodnaleziony), wełnianeczka darniowa i woskownica europejska).
Najbliższe miejscowości to Łeba i Osetnik. Południowym skrajem rezerwatu przepływa w swym dolnym ujściowym biegu rzeka Chełst.